# Thomas G. Jones
Pour les articles homonymes, voir Thomas Jones et Jones.
Thomas Goode Jones, né le 26 novembre 1844 et mort le 28 avril 1914, est un homme politique démocrate américain. Il est gouverneur de l'Alabama entre 1890 et 1894.